# Mario Bernardi
Mario Egidio Bernardi (* 20. August 1930 in Kirkland Lake; † 2. Juni 2013 in Toronto) war ein kanadischer Dirigent und Pianist.

## Leben
Bernardi kam im Alter von sechs Jahren nach Italien und studierte von 1938 bis 1945 am Conservatorio Manzato in Treviso Orgel und Komposition bei Bruno Pasut. 1948 setzte er sein Studium am Royal Conservatory of Music in Toronto bei Lubka Kolessa (Klavier) und Ettore Mazzoleni (Dirigieren) fort. Im Sommer 1959 nahm er Unterricht bei Erich Leinsdorf am Mozarteum in Salzburg.
Er begann seine musikalische Laufbahn als Pianist und trat in den 1950er Jahren u. a. mit Lea Foli und Peggie Sampson in einem Brahms-Konzert auf, war Solist in Aufführungen des Klavierkonzertes von Barbara Pentland mit dem CBC Symphony Orchestra, des Pièce Concertante Nr. 1 von Jean Papineau-Couture mit dem National Festival Orchestra  und der Concerto Fantasy von John Beckwith mit dem Montreal Symphony Orchestra und arbeitete als Klavierbegleiter mit Donald Bell, Maureen Forrester, Margo MacKinnon, Jean-Pierre Rampal, János Starker und anderen zusammen.
Seine Laufbahn als Dirigent begann er 1957 bei der Canadian Opera Company mit einer Aufführung von Hänsel und Gretel und realisierte mit ihr bis in die 1990er Jahre Aufführungen von Opern Bizets, Verdis, Nicolais, Leoncavallos, Mozarts und anderer. Für das Fernsehen der CBC dirigierte er 1957 Mavor Moores The Optimist.
Ab 1963 wirkte Bernardi am Sadler’s Wells in London, dessen musikalischer Direktor er von 1966 bis 1968 war. 1968 wurde er Chefdirigent des National Arts Centre Orchestra (NACO), mit dem er Uraufführungen von Werken Murray Adaskins, Norma Beecrofts, Robert Flemings, Harry Freedmans, Steven Gellmans, Barbara Pentlands, André Prévosts, Godfrey Ridouts, R. Murray Schafers, Gilles Tremblays und Charles Wilsons dirigierte. Als Solist leitete er Aufführungen von Werken Mozarts und Ravels vom Klavier aus.
1971 wurde er Generalmusikdirektor des National Art Centre und künstlerischer Leiter von dessen Festival Canada (ab 1978 Festival Ottawa). 1983 wurde er Nachfolger von John Eliot Gardiner als Chefdirigent des  CBC Vancouver Orchestra, das er bis zu seinem Tode leitete und mit dem er vorrangig zeitgenössische Musik aufführte. Von 1983 bis 1994 leitete er zudem das Calgary Symphony Orchestra, das sich unter seiner Leitung zu einem Orchester von nationalem Rang entwickelte.
Daneben wirkte er als Gastdirigent an der  Chicago Lyric Opera, der San Francisco Opera, der New York City Opera und der Houston Grand Opera, debütierte 1984 mit Händels Rinaldo an der Metropolitan Opera, leitete 1986 eine Aufführung von Aida an der English National Opera und 1987 eine Aufführung von Jules Massenets Cendrillon am Kennedy Center in Washington. Ab 1993 arbeitete er wieder regelmäßig mit dem NACO, mit dem er u. a. Werke von Schafer und Alexina Louie aufführte.
1972 wurde Bernardi als Companion des Order of Canada ausgezeichnet, 1981 erhielt er die Medaille des Canadian Music Council und im Folgejahr das Ehrendiplom der Canadian Conference of the Arts.  1999 folgten der Jean E. Chalmers Award und der National Arts Centre Award, 2001 der Governor General’s Performing Arts Award 2001. 2009 wurde Bernardi zum Botschafter des Canadian Music Centre ernannt. Bernardi war mit der Sängerin Mona Kelly verheiratet.